# Meigenia uncinata
Meigenia uncinata là một loài ruồi trong họ Tachinidae.